# Ryuta Kawashima
Ryuta Kawashima (川岛 隆 太, Kawashima Ryuta, nascido em 23 de maio de 1959) é um neurocientista japonês conhecido por suas aparições na série de jogos eletrônicos Brain Age (conhecidos na Europa como Dr. Kawashima's Brain Training).

## Biografia
Kawashima nasceu em 23 de maio de 1959 em Chiba, na província de Chiba no Japão. Em 1970, matriculou-se na Universidade de Tohoku. Depois de se graduar como médico na escola de medicina, ele emigrou para a Suécia para se tornar um pesquisador convidado no famoso Instituto Karolinska. Ele então voltou para a região de Tohoku e agora é um professor residente tenure. Ele é famoso no Japão e é um ex-membro do Conselho Nacional do Japão, trabalhando com língua e cultura.

## Carreira
Um de seus principais temas de pesquisa é mapear as regiões do cérebro de habilidades como a emoção, a linguagem, a memorização e cognição. Kawashima é treinado em neurofisiologia e é um especialista em neuroimagem. Seu outro foco principal consiste em aplicar essa informação para ajudar as crianças a se desenvolverem, pessoas mais idosas a se manterem e os pacientes a recuperar suas facilidades de aprendizagem.
Como mencionado anteriormente, ele é o anfitrião da famosa série de jogos Brain Training. Ele recebeu uma grande atenção da mídia quando recusou um salário de 15 milhões de euros (cerca de 21 milhões de dólares) da empresa de jogo. Segundo Kawashima, só se deve aceitar esta quantidade de dinheiro quando se trabalhou para isso. Ele finalmente aceitou um salário de € 70.000 por ano, o resto do dinheiro ele usaria para financiar suas pesquisas.

## Publicações
Em 2001 Ryuta Kawashima realizou um estudo na Universidade de Tohoku no Japão, alegando que os lobos frontais não são estimulados durante o jogo de vídeo game. No entanto cientistas têm amplamente rejeitado seu estudo depois que ele alegou que a falta de estímulo poderia parar o desenvolvimento do cérebro e afetar negativamente a capacidade das pessoas de controlar seu comportamento. Kawashima não encontrou nenhuma evidência direta de dano cerebral permanente.
Em 2003, de autoria Kawashima Train Your Brain: 60 Days to a Better Brain, que foi um grande sucesso no Japão. Quando lançado mundialmente, vendeu mais de 2,5 milhões de cópias. A unidade portátil stand-alone foi desenvolvida mais tarde, e em 2005 foi transformado em Brain Age: Train Your Brain in Minutes a Day! para Nintendo DS.
Em 2007, uma versão em inglês de Train Your Brain: 60 dias para um cérebro melhor foi publicado pela Penguin Books.
Em junho de 2009, Namco Bandai lançou mais um jogo de vídeo com Kawashima intitulado Brain Exercise com Dr. Kawashima para o iPhone.
Também em junho de 2009, os desenvolvedores alemão Chimera Entertainment, e BBG Entertainment lançou "Train your Brain Dr. Kawashima" por PC e o Mac.